# بيري تاراديياس كامارا
بيري تاراديياس كامارا (بالإسبانية: Pere Tarradellas i Cámara) (25 نوفمبر 1979 بموليت ديل فاليس في إسبانيا - ) هو لاعب كرة قدم إسباني في مركز جناح ‏. لعب مع بونفيرادينا ونادي بادالونا ونادي لاردة ونادي ماتارو ونادي ياغوستيرا وAEC Manlleu ‏ وCF Gavà ‏ وإسبانيول ب ونادي فيغيراس ‏ وEC Granollers ‏ ونادي سان أندرو.

## روابط خارجية
- بيري تاراديياس كامارا على موقع Soccerway.com (الإنجليزية)
- بيري تاراديياس كامارا على موقع AS.com (الإسبانية)